# 蠕彎線䲁
蠕彎線䲁（學名：Helcogramma larvata），為輻鰭魚綱䲁形目三鰭䲁科彎線䲁屬的一個種，由Ronald Fricke和John E. Randall於1992年描述，分布於西印度洋馬爾地夫北馬累環礁海域，深度0至2公尺，本魚體型小呈圓柱狀，吻部短，側面鈍，上頜向後延伸至眼前緣下方，上下頜齒細而密，在雄魚腹部深色，雌魚有少數黑斑，頸背、腹部、第1、2背鰭及前臀鰭基部無鱗，第二鰭高度是第一鰭的兩倍，背鰭硬棘15-17枚、背鰭軟條9-11枚、臀鰭硬棘1枚、臀鰭軟條17-21枚，體長可達2.2公分，棲息在礁石區，以藻類為食，雌魚產附著性卵在藻類築的巢，雄魚會守護卵，幼魚為浮游性，生活習性不明。